# Mörtsjöskogens naturreservat
Mörtsjöskogens naturreservat är ett naturreservat i Norrtälje kommun i Stockholms län.
Området är naturskyddat sedan 2004 och är 38 hektar stort. Reservatet omfattar skogen omkring Mörtsjön. Reservatet består av  barrblandskog och granskog.